# Megalit

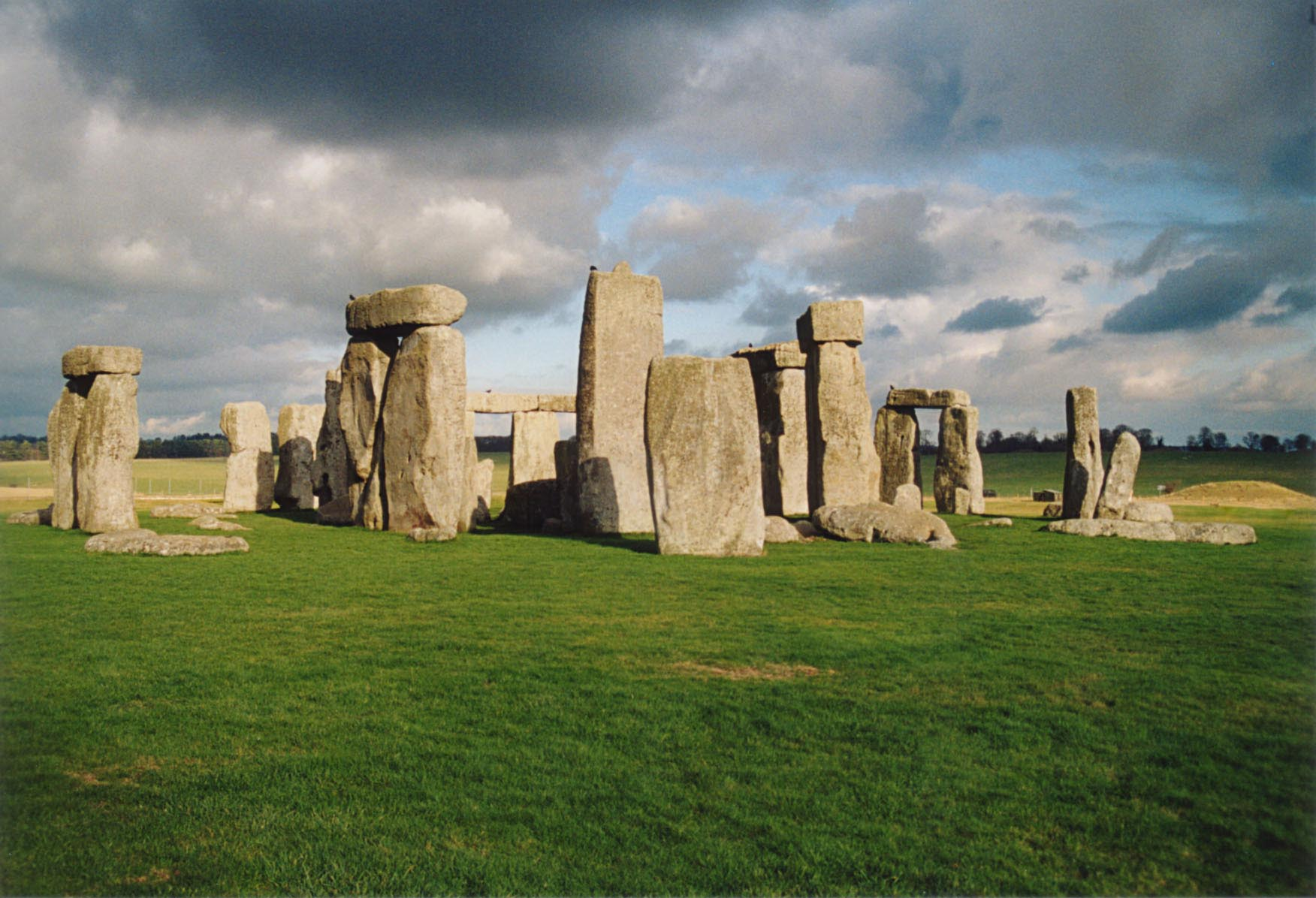
Situl megalitic de la Stonehenge

Megalitul este un monument religios sau funerar, din piatră brută, de mari dimensiuni.
Un megalit este un monument constituit dintr-una sau mai multe pietre de mari dimensiuni, așezate în cercuri, aliniate, ridicate de către oameni, în general în cursul preistoriei, fără ajutorul mortarului și nici al cimentului pentru a-i fixa structura. Numele provine din termenii grecești megas (μέγας) „mare” și lithos (λίθος) „piatră”.
Dacă termenul de megalit poate fi folosit pentru descrierea unor monumente ridicate peste tot pe planeta noastră, în diferite epoci, atenția cercetătorilor se concentrează, de obicei, asupra monumentelor celor mai vechi (neolitic, calcolitic, epoca bronzului, epoca fierului). 
La începutul secolului al XX-lea, a existat în arheologie o teorie care lega totalitatea acestor monumente de o civilizație unică, însă metodele moderne de datare au respins această teorie.

## Etimologie

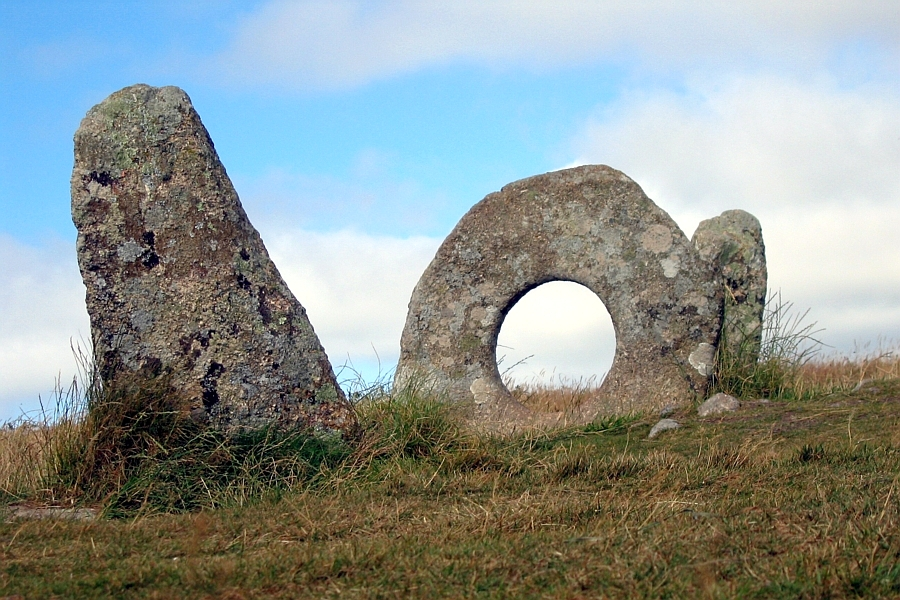
Men-an-Tol (Cornwall, Regatul Unit)

În limba română, cuvântul megalit este împrumutat din limba franceză: mégalithe. Limba franceză l-a format din cuvintele grecești: μέγας (megas) „mare” și λίθος (lithos) „piatră”.

## Tipuri de megaliți
Termenul de megalit acoperă diferite structuri. Printre megaliții preistorici, distingem de obicei:
- Menhirele, care sunt pietre ridicate și înfipte vertical în pământ;
- Dolmenele erau morminte constituite din dale, adesea monumentale sau alei acoperite, formate din mai multe pietre ridicate acoperite de una sau mai multe dale;
- Cromlehul este un ansamblu de menhire dispuse în cerc sau semicerc. Cel mai monumental este cromlehul de la Stonehenge, lângă Salisbury;
- Hypogeele erau niște grote artificiale săpate de oameni, cu un culoar în pantă ușoară, vestibul și cameră sepulcrală; sunt clasate printre megaliți întrucât erau adesea semnalate prin dale monumentale în exterior, pentru a li se indica intrarea.

Acești megaliți pot fi solitari sau pot să constituie structuri mai mari, cum sunt aliniamente, cercuri de menhire...

## Galerie de imagini

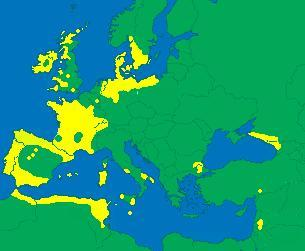
Extinderea megalitismului în Europa
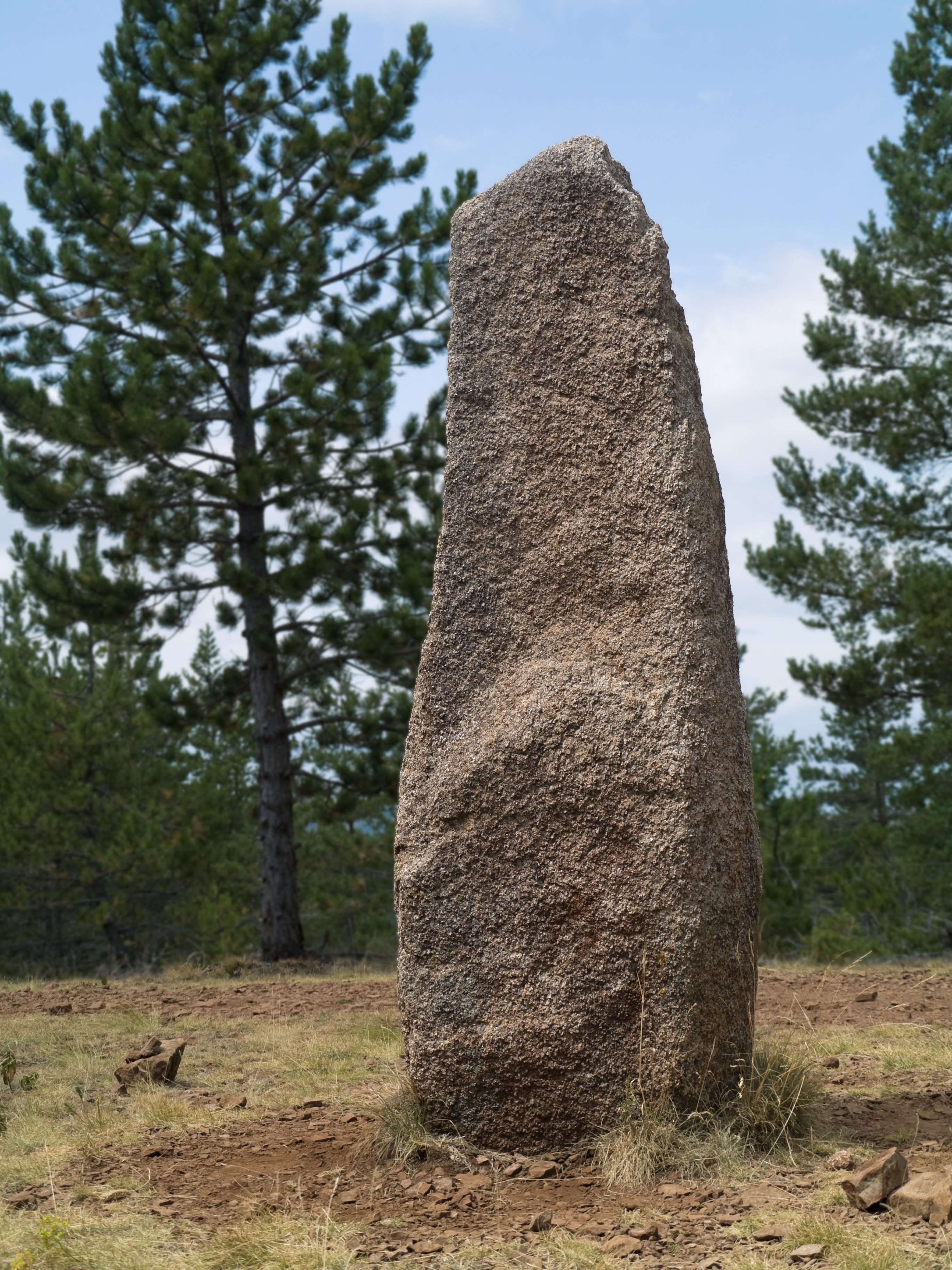
Unul din menhirele primului grup de la Fage, pe situl de la Cham des Bondons, în Lozère, Franța
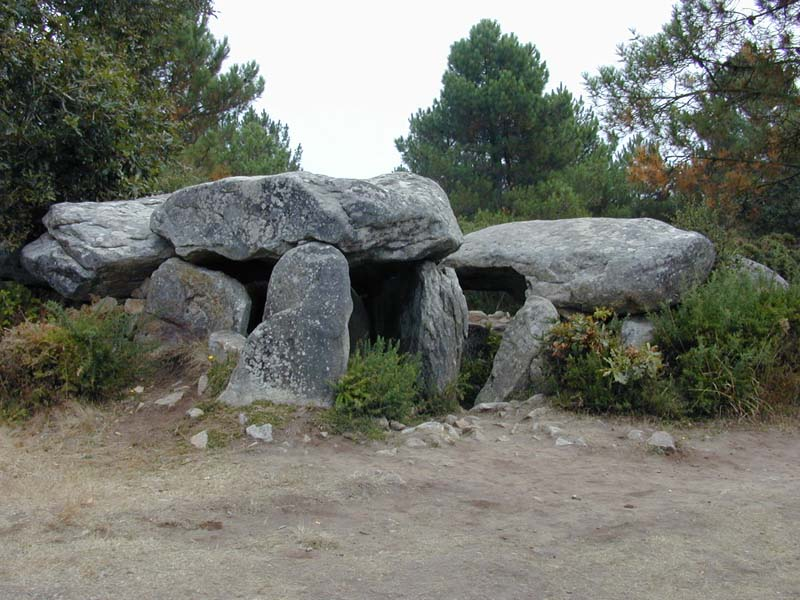
Dolmene la Mané-Bras, în Erdeven, Morbihan, Franța
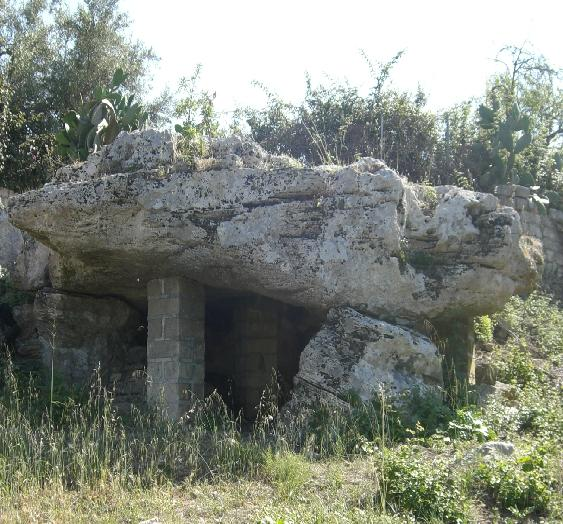
Dolmen din Avola (Sicilia)